# Tibellomma
Tibellomma is een monotypisch geslacht van spinnen uit de  familie van de Sparassidae (jachtkrabspinnen).

## Soort
- Tibellomma chazaliae Simon, 1898